# Harpacticus chelifer
Harpacticus chelifer is een eenoogkreeftjessoort uit de familie van de Harpacticidae. De wetenschappelijke naam van de soort is voor het eerst geldig gepubliceerd in 1776 door O.F. Müller.